# Флаг Туапсинского городского поселения
Флаг муниципального образования Туапси́нское городское поселение Туапсинского района Краснодарского края Российской Федерации — опознавательно-правовой знак, служащий официальным символом муниципального образования.
Флаг утверждён 1 марта 2005 года и внесён в Государственный геральдический регистр Российской Федерации с присвоением регистрационного номера 1807.

## Описание
«Флаг города Туапсе представляет собой прямоугольное красное полотнище с отношением ширины к длине 2:3, несущее синюю диагональную полосу с белой окантовкой, нисходящую от свободного края к древку. Ширина полосы — 1/5 ширины полотнища; ширина окантовки — 1/40 ширины полотнища».

## Обоснование символики
Флаг разработан на основе герба города Туапсе.
Красное полотнище — символ храбрости жителей города и гарнизона, проявленных при защите города — крепости Туапсе.
Синяя полоса, окаймлённая белым, — символ бурных вод горной реки Туапсе несущей свои воды к морю, и давшей своё название одноимённому городу.